# Íñigo Méndez de Vigo

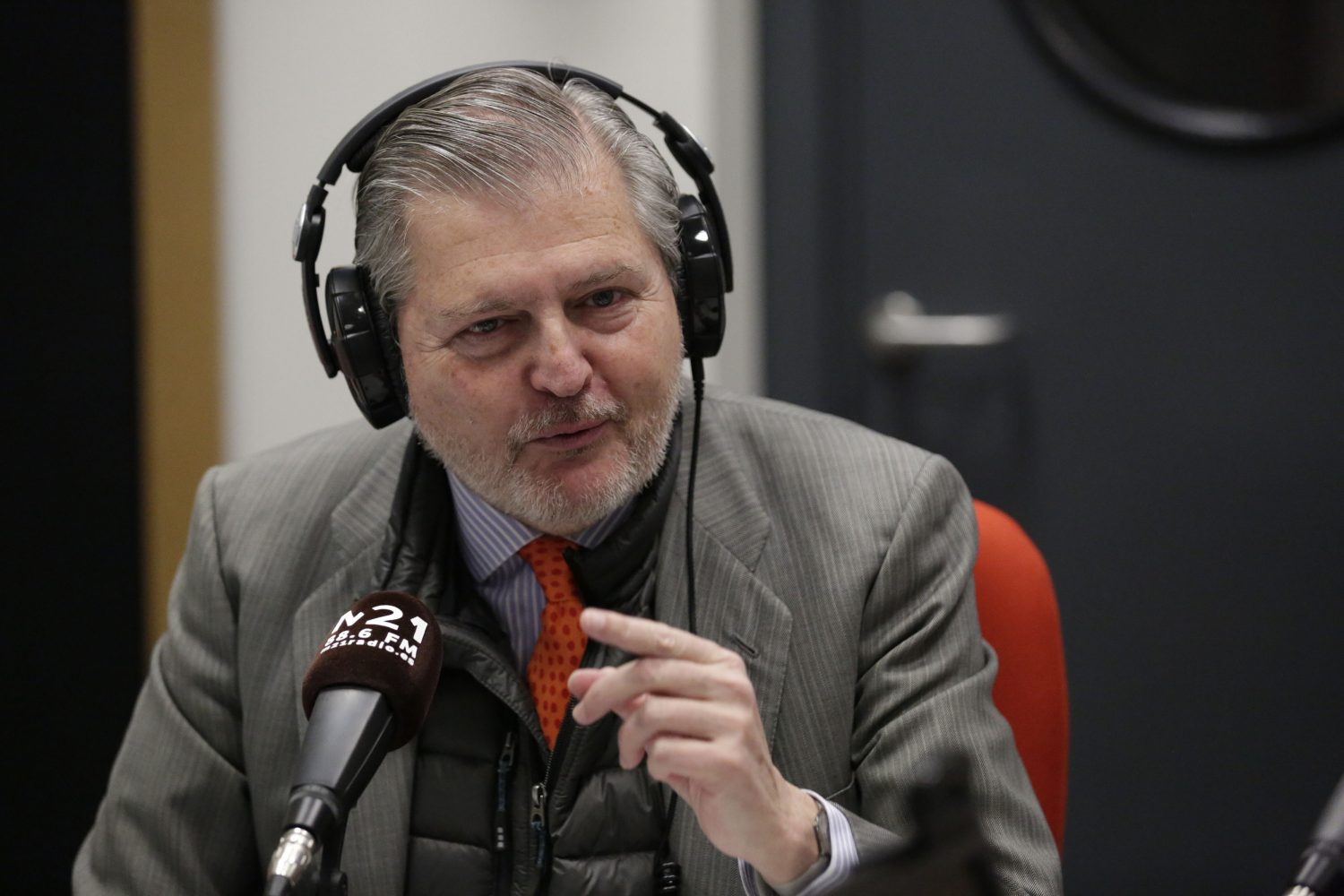
Íñigo Méndez de Vigo (2017).

Íñigo Méndez de Vigo y Montojo (* 21. Januar 1956 in Tétouan, Marokko) ist ein spanischer Politiker der konservativen Partei PP, seit 2011 Europaminister und seit 25. Juni 2015 Minister für Erziehung, Kultur und Sport. Zwischen 1992 und 2011 war er Mitglied des Europäischen Parlaments.

## Leben
Nach einem Studium der Rechtswissenschaften an der Universität Complutense Madrid, das er 1978 abschloss, wurde Méndez de Vigo 1981 Verwaltungsrat im spanischen Parlament. Zudem war er von 1981 bis 1984, ebenfalls an der Universität Complutense, als Hochschullehrer für Verfassungsrecht sowie von 1989 bis 1991 für Europarecht tätig. Von 1999 bis 2004 hatte er den Jean-Monnet-Lehrstuhl für europäische Institutionen an der Universität Complutense inne, anschließend wurde ihm eine Jean-Monnet-Ehrenprofessur verliehen.
Seit 1990 nahm er verschiedene hochrangige Rollen in der konservativen Partei PP ein. So war er von 1990 bis 1993 Mitglied des nationalen Disziplinarausschusses der Partei, 1992 wurde er Mitglied des Parteivorstands. Im selben Jahr zog er auch erstmals als Nachrücker in das Europäische Parlament ein, dem er seitdem als Mitglied der Fraktion der Europäischen Volkspartei angehört. Dabei beschäftigte sich Méndez de Vigo vor allem mit der Weiterentwicklung der vertraglichen Grundlagen der Europäischen Union: Von 1994 bis 1996 war er stellvertretender Vorsitzender, seitdem Koordinator der EVP im Ausschuss für institutionelle Fragen. Zudem war er 1999–2000 Mitglied im ersten Europäischen Konvent, der unter dem Vorsitz von Roman Herzog die EU-Grundrechtecharta ausarbeitete, sowie 2002–2003 im zweiten Konvent, der den Entwurf des EU-Verfassungsvertrags erarbeitete. In beiden Konventen war er Vorsitzender der Delegation des Europäischen Parlaments. Auch an der Regierungskonferenz, die den Verfassungsentwurf des Konvents 2003/04 überarbeitete, nahm Méndez de Vigo als Vertreter des Europäischen Parlaments teil.
Zuletzt wurde Méndez de Vigo bei der Europawahl in Spanien 2009 wiedergewählt und gehört seitdem dem Ausschuss für Wirtschaft und Währung an.
Am 25. Juni 2015 löste Méndez de Vigo seinen Vorgänger José Ignacio Wert als Minister für Erziehung, Kultur und Sport im Kabinett Rajoy ab.

## Auszeichnungen
- Goldmedaille der Stiftung des Mérite Européen (2002)
- Großes Bundesverdienstkreuz (26. Februar 2010)[3]